# معركة الرمادي (2014–15)
معركة الرمادي استمرت من شهر نوفمبر 2014 حتى مايو 2015 كجزء من حملة الأنبار (2013–14) هجوم شنته داعش للسيطرة على كل محافظة الأنبار، مما أدى إلى اشتباكات عنيفة وتبادلا كثيفا للنيران بين القوات العراقية ومسلحي داعش، ولا سيما في منطقة الملعب وفي أحياء البكر والمعلمين وميناء الأندلس، التي يتمركز فيها عناصر التنظيم، وقد قام أفراد التنظيم بزرع ألغام وعبوات ناسفة في المباني وعلى الطرقات والذي أدى إلى صعوبة تقدم القوات العراقية، كانت الرمادي أحد آخر معاقل الحكومة العراقية في المحافظة، بعد النجاح الذي حققته في حملة سابقة. وفي 17 مايو 2015 حسم أمر المدينة بانسحاب الجيش العراقي منها ووقوعها بقبضة داعش.حيث أن القطاعات العسكرية المرابطة في مقر عمليات الأنبار انسحبت بشكل جماعي إلى غرب الرمادي. وحسب ماقاله الجنرال الأمريكي المتقاعد، مارك هارتلنغ، الخبير العسكري والأمني والذي قاتل في العراق لسنوات «أن القوات العراقية لم تستسلم في الرمادي، وإنما كانت تواجه بعض المشاكل في المنطقة منذ فترة طويلة، وهي اليوم تتلقى تعزيزات»، فالرمادي ادارياً ساقطة بعد انسحاب الشرطة الاتحادية من المجمع الحكومي الذي يضم الدوائر الحكومية بما فيها المحافظة ودوائر أمنية، أما عسكرياً فالجيش والقوات المسلحة العراقية ملازمة مواقعها ولم تترك للتنظيم طريق تتنفذ من خلاله إلى الكرمة أو الفلوجة أو بغداد.
وشهدت محافظة الأنبار تطورات أمنية لافتة تمثلت بسيطرة «داعش» على مناطق مهمة في الرمادي، فيما أعدم التنظيم عشرات الأشخاص في المحافظة، وسط تصاعد الدعوات بضرورة إرسال تعزيزات أمنية للمحافظة مسنودة بالحشد الشعبي من أجل طرد التنظيم من المحافظة، ووجه رئيس الوزراء العراقي حيدر العبادي، هيئة الحشد الشعبي بالاستعداد مع القوات المسلحة وأبناء العشائر لتحرير الأنبار من «داعش»، وبين أنه استجابة لمناشدة الحكومة المحلية وشيوخ العشائر وعلماء الدين بالمحافظة، حيث طالبت عشائر الأنبار، رئيس الوزراء حيدر العبادي بإرسال تعزيزات أمنية عاجلة ودخول الحشد الشعبي إلى مدينة الرمادي.

## الأوضاع الإنسانية
- فرار آلاف العراقيين من مدينة الرمادي بعد سيطرة مسلحي تنظيم داعش عليها، وتركهم كل ما يملكون خلفهم.[13] وقال أحد النازحين لصحفية عكاظ إن مجموعة من السكان تقدر بنحو 200 امرأة ورجل وطفل كانت تحاول الفرار من الرمادي، فألقت عناصر «داعش» القبض عليهم وأطلقت النار على أقدامهم لمنعهم من الفرار، لافتا إلى أن «داعش»، وبمجرد سيطرتها على الرمادي فرضت قوانينها وشروطها على السكان، الأمر الذي بات يمنع الأهالي من مغادرة بيوتهم، وهم الآن سجناء داخل منازلهم.[14]
- إعدام العشرات من المدنيين بينهم أطفال ونساء في مدينة الرمادي (110كم غرب بغداد) من قبل تنظيم داعش، حسب ما أكدته الموفوضية العليا لحقوق الإنسان[15]، ولصحيفة عكاظ قال بعض النازحين إن مدينة الرمادي تحولت إلى مدينة أشباح بعد أن روعت «داعش» سكان المدينة بعمليات القتل الجماعي التي نفذتها، لافتين إلى أن عناصر تنظيم داعش حولت مياه نهر الفرات إلى اللون الأحمر بعد أن ألقيت جثث القتلى فيه[14]، وأعلنت المفوضية العليا لحقوق الإنسان، أن جماعة «داعش» أعدمت أكثر من 600 شخص بذريعة «عصيان الأوامر والوقوف مع القوات الحكومية»، مشيرة إلى أن التنظيم عاقب المدخنين بالسجن في «أقفاص» موضوعة أمام الناس و«جلد ورجم» كل امرأة تظهر يدها.[16]

## تحرير الرمادي
- التخطيط للتحرير : عن لسان الناطق الرسمي باسم قيادة العمليات المشتركة في بغداد إن تحرير الرمادي هي مسألة أيام قليلة، مشيرا إلى أن الخطة التي وضعت لها وصلت مرحلة متقدمة، وأشار إلى أن هناك عامل مؤثر إيجابي جدا لصالح القوات الأمنية العراقية، وهو مشاركة ومساهمة قوات التحالف بضربات جوية على مدى اليوم.

وفي وقت سابق أعلن تنظيم داعش سيطرته بالكامل على مدينة الرمادي فيما يعد أكبر تقدم ميداني له في العراق منذ سيطرته على الموصل العام الماضي.
وقال القيادي بالحشد الشعبي في ديالى أن «الحشد الشعبي تهيّأ للذهاب إلى تحرير الأنبار والقوات المسلحة خرجت لمسك الفراغات ويوجد أكثر من 20 الف مقاتل مهيّأ لمسك الأرض ومنتشر في كافة المناطق».وأوضح أن «الاستعدادات جارية لتهيئة كل مقدمات الدخول في العملية، واندفعت افواج من الحشد الشعبي إلى خط التماس المباشر مع التنظيم لتامين خطوط صد لمنع داعش من التمدد لمناطق أخرى كمرحلة اولى».
وتابع «وتجري استعدادات لاقتحام وتحرير المناطق التي يسيطر عليها داعش بالتنيسق مع الجيش وطيران الجيش والشرطة الاتحادية وكل القوى المشاركة في العملية».
- انطلاق عمليات التحرير: إعلان انطلاق عمليات لبيك يارسول الله والتمكن من تحرير مناطق واسعة[19]، أفاد المرصد العراقي أن القوات العراقية مدعومة بالحشد الشعبي قد بدأت المرحلة الثانية من عملية لبيك يا رسول الله شمال تكريت مركز محافظة صلاح الدين ومن سامراء باتجاه الرمادي مركز محافظة الأنبار لتحريرها من مسلحي تنظيم «داعش». وذكر بيان صحفي لإعلام الحشد الشعبي أن المرحلة الثانية انطلقت لتحرير ما تبقى من مناطق شمال تكريت وجنوب غرب سامراء باتجاه الرمادي.[20]
- عمليات لبيك ياحسين : أعلن الناطق باسم الحشد الشعبي أن عملية لبيك ياحسين، هي بتخطيط وتنفيذ قيادات الحشد الشعبي وبالتعاون مع قيادات العمليات الأخرى وقدانطلقت من أجل إنهاء معارك الكر والفر في مناطق صلاح الدين الشمالية، واستكمالا لعمليات لبيك يارسول الله، مؤكدا تطويق الرمادي من ثلاث جهات وسيتم تحرير المدينة، وستعمل على استكمال الجزء الآخر وتهدف إلى تحرير كل صلاح الدين وتامينها، حيث أن العملية ستؤمن مدينة تكريت والمناطق المتاخمة لها وقضاء بيجي وبقية المناطق الشمالية من المحافظة كما ستؤمن مناطق الشرق وشمال شرق الرمادي.[19]

## إعلان تحرير الرمادي
في يوم 27 ديسمبر 2015 أعلنت عدة وسائل إعلام عن تمكن الجيش العراقي مع قوات العشائر والحشد الشعبي من تحرير مدينة الرمادي من سيطرة داعش، وقالت المصادر أن شوارع الرمادي أصبحت خالية من عناصر التنظيم.، بينما قالت بعض وسائل الإعلام أن زعيم تنظيم داعش أبو بكر البغدادي اعترف بالهزيمة وانسحب من مناطق الرمادي.